# Андрешешть (комуна)
Андрешешть, Андрешешті (рум. Andrășești) — комуна у повіті Яломіца в Румунії. До складу комуни входять такі села (дані про населення за 2002 рік):
- Андрешешть (1877 осіб)
- Орбоєшть (434 особи)

Комуна розташована на відстані 84 км на схід від Бухареста, 17 км на захід від Слобозії, 126 км на захід від Констанци, 117 км на південний захід від Галаца.

## Населення
За даними перепису населення 2002 року у комуні проживали 2311 осіб.
Національний склад населення комуни:
| Національність   | Кількість осіб | Відсоток |
| ---------------- | -------------- | -------- |
| румуни           | 2259           | 97,7%    |
| цигани           | 51             | 2,2%     |
| росіяни-липовани | 1              | < 0,1%   |

Рідною мовою назвали:
| Мова      | Кількість осіб | Відсоток |
| --------- | -------------- | -------- |
| румунська | 2259           | 97,7%    |
| циганська | 51             | 2,2%     |
| російська | 1              | < 0,1%   |

Склад населення комуни за віросповіданням:
| Релігія       | Кількість осіб | Відсоток |
| ------------- | -------------- | -------- |
| православні   | 2298           | 99,4%    |
| п'ятдесятники | 8              | 0,3%     |
| адвентисти    | 5              | 0,2%     |